# Loreen
Lorine Zineb Nora Talhaoui (n. 16 octombrie 1983, parohia Danderyd⁠(d), comitatul Stockholm, Suedia), cunoscută internațional după numele ei de scenă, Loreen, este o cântăreață și producătoare suedeză de muzică pop. Loreen a reprezentat Suedia la Concursul Muzical Eurovision 2012, care a avut loc în Baku, Azerbaidjan, cu piesa „Euphoria” și a obținut locul I, cu 372 de puncte. În 2023, artista a reprezentat Suedia la Concursul Muzical Eurovision, câștigând pentru a doua oară. Aceasta devenind a doua persoană din lume, care câștigă Concursul Muzical Eurovision de două ori.

## Copilărie
Loreen s-a născut în Stockholm pe 16 octombrie 1983. Mai târziu, s-a mutat, împreună cu familia sa, în Västerås unde a locuit o mare parte din copilăria ei, de aceea Loreen consideră acest oraș ca fiind cel natal. Ambii ei părinți sunt din Maroc, iar Loreen este de origine berbero-marocană.

## Idol2004
A devenit cunoscută publicului suedez după ce a participat, sub numele Lorén Talhaoui, la ediția din 2004 a concursului Idol, unde a interpretat următoarele cântece:
- Audiție: „Love Is on the Way”
- Săptămâna 1: „If I Ain't Got You” (Alicia Keys)
- Săptămâna 2: „Just Like a Pill” (Pink)
- Săptămâna 3: „I Wish” (Stevie Wonder)
- Săptămâna 4: „Vill ha dej” (Freestyle) și „(I've Had) The Time of My Life” (Bill Medley și Jennifer Warnes)
- Săptămâna 5: „Stronger” (Britney Spears) și „Every Breath You Take” (The Police)
- Săptămâna 6: „Where Do I Begin?” (Andy Williams/Shirley Bassey) și „Thriller” (Michael Jackson)

A obținut locul 4 în această competiție.

## Carieră

### 2005-2011: DupăIdol
În 2005, a lansat un single, „The Snake”, împreună cu formația Rob'n'Raz. Tot în 2005, a devenit prezentatoare TV la postul suedez TV400 pentru un an, după care a lucrat ca producător și regizor pentru reality show-uri precum Värsta pojkvänsakademin (TV3), Matakuten (TV4) și Frufritt (SVT).

### Melodifestivalen2011: „My Heart Is Refusing Me”

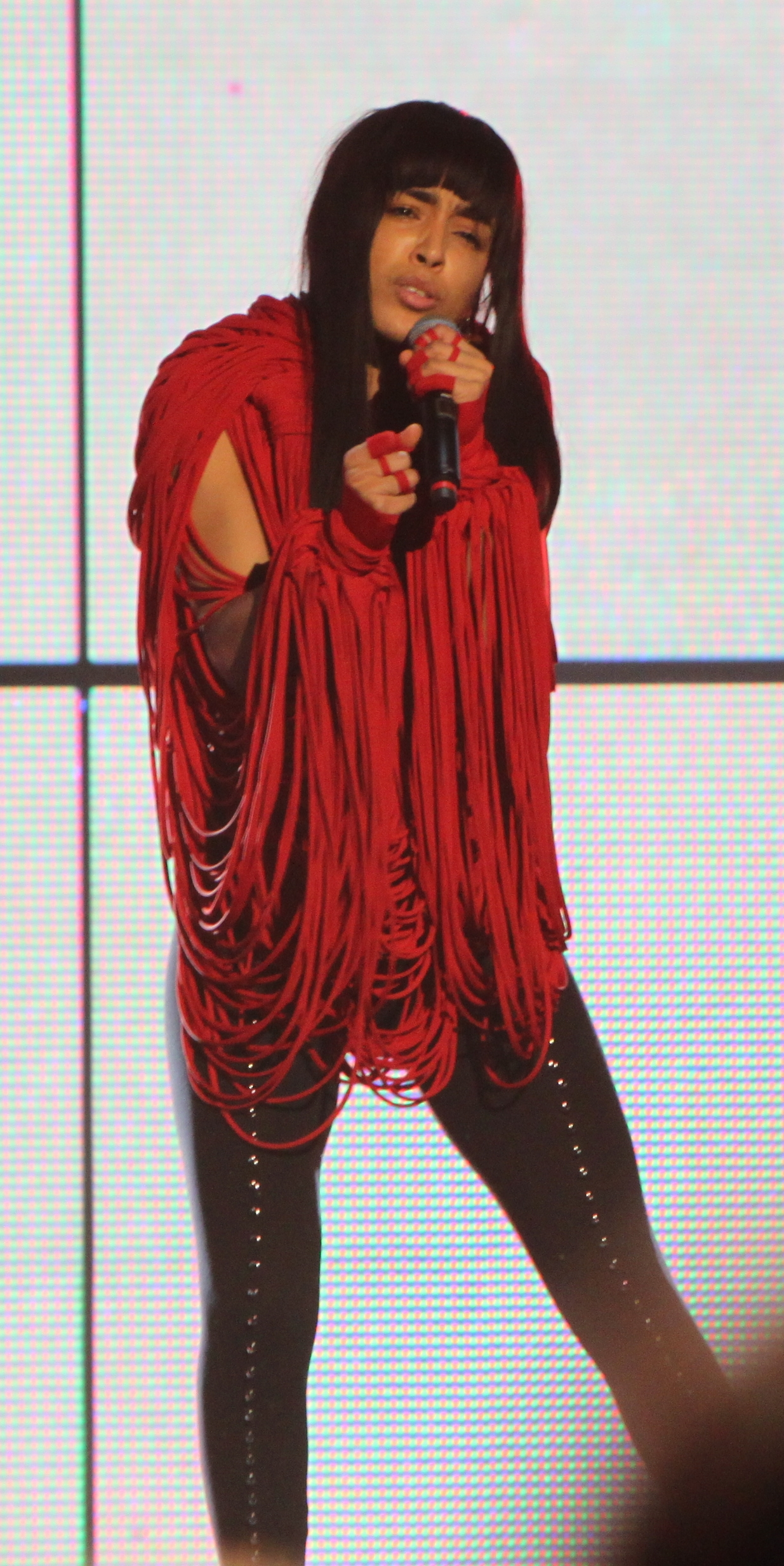
Loreen la Melodifestivalen 2011

Revine în atenția publicului când a participă la ediția din 2011 a concursului Melodifestivalen, selecția națională a Suediei pentru Concursul Muzical Eurovision, cu piesa „My Heart Is Refusing Me”, pe care a compus-o împreună cu Moh Denebi și Björn Djupström. După obținerea locului 4 în cea de-a doua semifinală de la Göteborg, a concurat în runda pentru „a doua șansă”, dar nu s-a calificat în marea finală. Cântecul a fost lansat pe 11 martie 2011 și a devenit un hit, obținând locul 9 în clasamentul național suedez, Sverigetopplistan. După succesul din anul următor, piesa a revenit în topuri și a obținut locul 22.

### 2012-2013:Melodifestivalen2012, Concursul Muzical Eurovision 2012 și Lansarea Albumului "Heal"

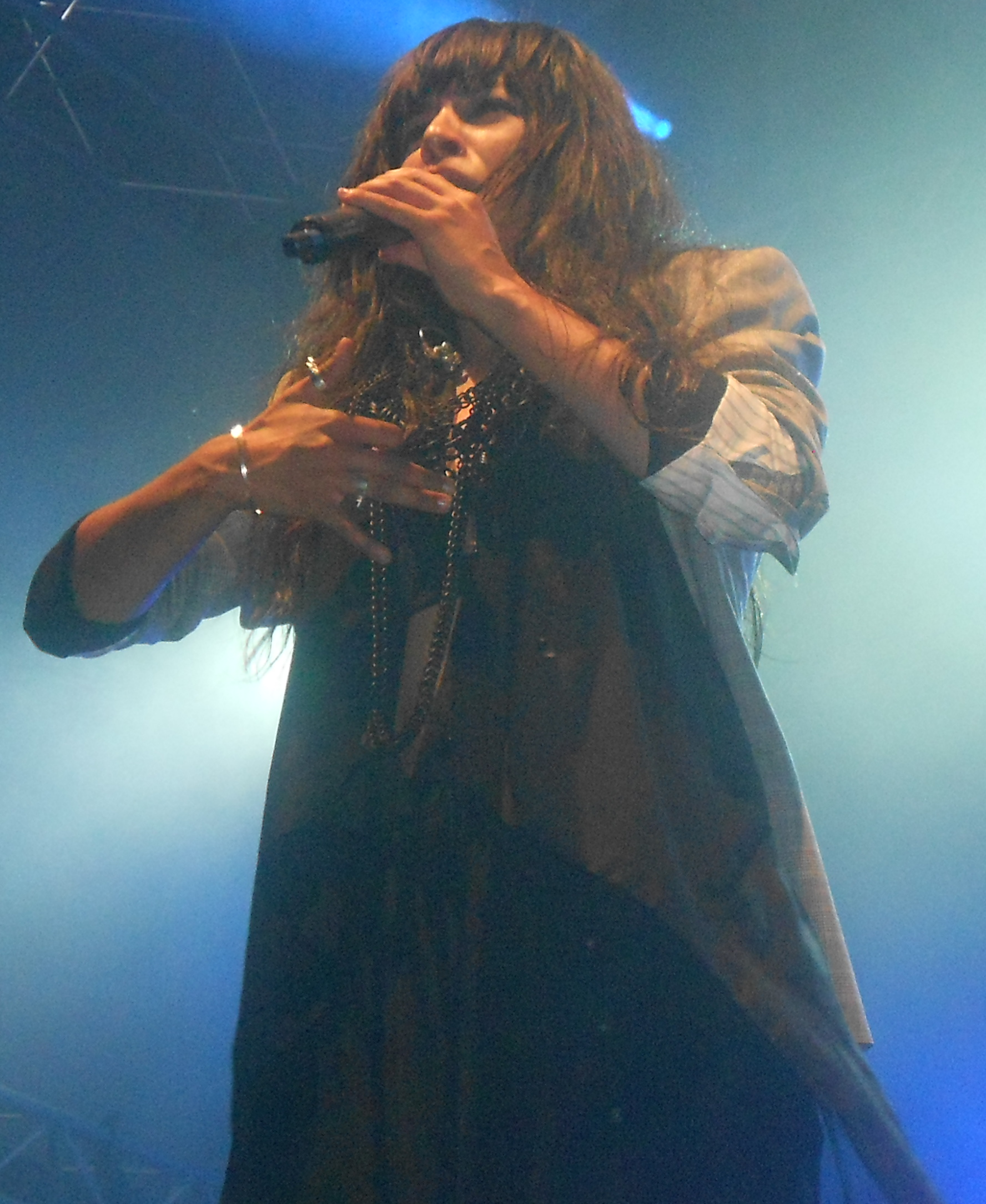
Loreen în 2012

În prima semifinală a competiției Melodifestivalen 2012, desfășurată pe 4 februarie la Växjö, Loreen s-a calificat direct în runda finală cu piesa „Euphoria”, compusă de Thomas G:son și Peter Boström. A câștigat concursul pe 10 martie cu un total de 268 de puncte, urmând să reprezinte Suedia la Concursul Muzical Eurovision 2012, care a avut loc în Baku, Azerbaidjan. Potrivit caselor de pariuri online, ea a fost favorita pentru câștigarea concursului. Pe 26 mai 2012, ea a câștigat Concursul Muzical Eurovision 2012, obținând 372 de puncte.
Pe 3 iunie 2012, melodia câștigătoare a ediției Eurovision 2012 "Euphoria" s-a clasat pe locul 3 în Clasamentul Oficial al Single-urilor din UK, cea mai înaltă poziție de clasament pentru o melodie non-UK din concursul Eurovision de la clasarea melodiei "Hold Me Now" a lui Johnny Logan în 1987. Melodia "Euphoria" a lui Loreen s-a vândut în 62,148 copii în prima săptămână în UK. Loreen a fost o prezență continuă în topurile de muzică din UK, rămânând în Top 20 pentru săptămâni întregi după competiție, o situație rar întâlnită pentru o melodie câștigătoare a concursului Eurovision. Pe 21 iunie 2012, Loreen și-a făcut apariția pe scena MTV World în Göteborg, Suedia. Titlul albumului său de debut, "Heal", a fost confirmat la sfârșitul lui august 2012. Lansat pe 24 octombrie 2012, "Heal" a debutat pe locul 1 în "Sverigetopplistan Albums Top 60". Albumul a fost certificat cu platină în Suedia în a doua săptămână de la lansare. O versiune remix a melodiei "My Heart Is Refusing Me" a fost lansată pe 8 octombrie 2012 ca al doilea single european de pe album. În aceeași zi, melodia "Crying Out Your Name" a fost lansată ca al patrulea single al său în Suedia.
Pentru a-și promova albumul, Loreen a apărut drept invitată la mai multe emisiuni TV din Europa, incluzând concursul de talente polonez "Must Be The Music" pe 21 octombrie 2012, al doilea sezon al emisiunii "X Factor România" pe 18 noiembrie 2012 și în finala celui de-al treilea sezon al concursului de talente olandez "Vocea Olandei". Loreen a făcut premiera unui nou single inclus în a doua versiune a albumului de debut în deschiderea Concursului Muzical Eurovision 2013. Melodia se numește "We Got The Power". Aceasta a fost produsă de către Patrik Berger și scrisă de Ester Dean, care mai lucraseră în trecut cu artiști precum Icona Pop, Rihanna și Robyn.

### Lansarea celui de-al doilea album (2014 - prezent)
În Octombrie 2013, Art on Ice a anunțat că Loreen va fi una din artiștii care vor cânta în turneul din 2014, un concept care combină muzica live cu performanța patinatorilor. Turneul a avut loc în Finlanda, Suedia și Elveția.
În Ianuarie 2014, SVT (Televiziunea Suedeză) a readus premiul pentru câștigătorii sesiunilor Sápmi - în care artiști suedezi bine cunoscuți călătoresc spre Nord pentru a-și întâlni coechipierii lor talentați din populația Sami și pentru a face o nouă colaborare. Ei nu se vor fi întâlnit niciodată, dar vor avea 3 zile la dispoziție pentru a scrie și a înregistra un cântec nou împreună. Loreen însăși a fost subiectul primului episod, lucrând cu Iŋgá-Máret Gaup-Juuso și venind cu cântecul "Son" pentru albumul său nou.
Loreen și-a început Turneul XIV în aprilie 2014 și a cântat în câteva țări din Europa. Pe 7 Aprilie, în timpul unui concert în Amsterdam, Loreen a anunțat că "Jupiter Drive" și "Dumpster" sunt alese drept următoarele cântece pentru albumul său nou care va fi lansat în august 2014. În aceeași lună, a fost anunțat ca Loreen își începuse planurile pentru al doilea album produs în studio. Ea lucrează cu producători precum Taped Rai, Ted Krotkiewski, Tobias Fröberg și Tim Denéve. În Mai 2014, Loreen și-a anunțat primul său show rezidențial: En Euforisk Jul. Evenimentul s-a desfășurat în Moriska Paviljongen din Malmö, Suedia din 26 noiembrie până pe 20 Decembrie, ultimul show fiind, de fapt, un concert de Crăciun. Loreen a încasat mai bine de $372.000 (2.885.139,00 SEK / Coroane Suedeze). Show-ul En Euforisk Jul a fost al 16-lea cel mai bine vândut turneu de către un artist suedez în Suedia în 2014. 
În timpul vizitei sale în Muntenegru din Iulie 2014, ea a anunțat că albumul său va fi probabil lansat în octombrie 2014. Loreen a fost cap de afiș la sărbătoarea organizației turistice din Budva și la evenimentul de ziua națională de pe plaja Jaz Beach din Budva. În timpul unui interviu acordat pentru Prva.rs, ea a afirmat: "Noul album va fi lansat în octombrie și după aceea vor urma multe turnee. Este foarte diferit de "Euphoria", este mult mai indecent și mai mult hip-hop." 
În vara anului 2014, Loreen a fost nominalizată pentru 3 premii Rockbjörnen și 5 premii World Music Awards. În plus, Loreen a cântat la al 11-lea Kristallen în Suedia, unde a făcut un cover la melodia "Sugar Man" al lui Sixto Rodríguez, făcând parte din secțiunea "În memorie" a show-ului. Pe 20 septembrie, Loreen a cântat la Eurasian Music Awards pe Stadionul Central din orașul Almaty, Kazakhstan. Loreen a cântat la Eurovision Gala Night în Cazinoul Luxemburg din Luxemburg și a confirmat faptul că un nou single ce va fi inclus în al doilea album va fi lansat în martie 2015. Pe 27 februarie 2015, a fost anunțat că noul single intitulat "Paper Light (Higher)" va fi lansat pe 5 Martie în Peninsula Scandinavă și pe 9 martie în toată lumea. De asemenea, melodia are și o altă versiune numită "Paper Light Revisited" remixată de Salvatore Ganacci. 
Pe 22 noiembrie 2014, Loreen a anunțat pe Instagram că albumul său nou se va numi Paperlight. Ea de asemenea a lucrat în studio cu artista Kiesza. Loreen a cântat la concertul special Eurovision Song Contest's Greatest Hits în Londra, produs de către BBC si EBU, ce comemorează aniversarea a 60 de ani de la înființarea Concursului Muzical Eurovision. Loreen a cântat melodia principală a celui de-al doilea album numită "Paper Light (Higher)" de asemenea în runda pentru a doua șansă a selecției naționale suedeze Melodifestivalen 2015 pentru Eurovision pe 7 martie. În mai 2015, Loreen a fost cap de afiș pentru concertul de la Life Ball din Viena, cel mai mare eveniment de caritate din Europa care susține oamenii bolnavi de HIV și SIDA, purtând o rochie creată de designer-ul Jean Paul Gaultier. Din 21 Noiembrie până pe 18 decembrie 2015, Loreen a făcut parte din turneul de Crăciun Julgalan 2015 din Suedia alături de Måns Zelmerlöw, Lena Philipsson, Miss Li, Ola Salo, Jill Johnson, Petter, Hasse Andersson, Darin și David Hellenius. În Decembrie 2015, ea a cântat la concertul de noapte Turn on the Lights din Amsterdam.
Pe 11 august 2015, Loreen a dezvăluit un nou cântec intitulat "I'm In It With You" lansat pe 14 august 2015, care a primit, în general, comentarii pozitive din partea criticilor de muzică contemporani. Totuși, videoclipul oficial, inspirat din filmul Over the Edge din 1979, a primit comentarii negative din partea fanilor și a criticilor. Pe 17 decembrie 2015, Loreen și-a anunțat noul single numit "Under Ytan", lansat pe 18 decembrie în țările nordice și cu o săptămână mai târziu în toată lumea. Acesta este primul ei cântec în limba suedeză cu versurile aparținând lui Uno Svenningsson.
În timpul unui interviu acordat în Bulgaria în 2016, Loreen a afirmat că ea împreună cu echipa lucrează din greu la melodiile noi și a confirmat că albumul său nou va fi lansat la sfârșitul anului 2016 sau la începutul anului 2017.
Pe 16 iulie 2016, Loreen a fost invitata specială a ediției cu numărul 2 a festivalului de muzică Bansko Beat din Bansko, Bulgaria unde a susținut un show live de 45 de minute. Fanii ei au venit nu doar din Bulgaria, ci și din țări precum România, Serbia și Germania. Loreen a acceptat întâlnirea cu fanii desfășurată înainte de concert în Sala de Arte (House of Arts) din Bansko. Loreen și-a impresionat publicul cântând multe melodii deja cunoscute precum "My Heart Is Refusing Me", "Everytime", "Crying Out Your Name", "We Got The Power" și, bineînțeles, preferata publicului, "Euphoria". De asemenea, cântecul "Jupiter Drive" nu a lipsit din programul concertului său. 
Pe 27 august 2016, Loreen a făcut parte din concertul "Notes For Peace" din Varberg, Suedia. Acompaniată de orchestra Stockholm, ea a interpretat melodia "Nothing Compares To You" a cântăreței Sinéad O'Connor. Din repertoriul său, Loreen a cântat "I'm In It With You" și "Euphoria". 
Pe 23 septembrie 2016, Loreen și-a lansat un nou single intitulat "Get Into It" în colaborare cu DJ-ul francez de muzică House, Boston Bun. De asemenea, în aceeași zi, a fost lansată o altă versiune a melodiei numită "Get Into It (1994 Edition)". Piesele se încadrează în genul de muzică Funky/Club House.  

## Galerie

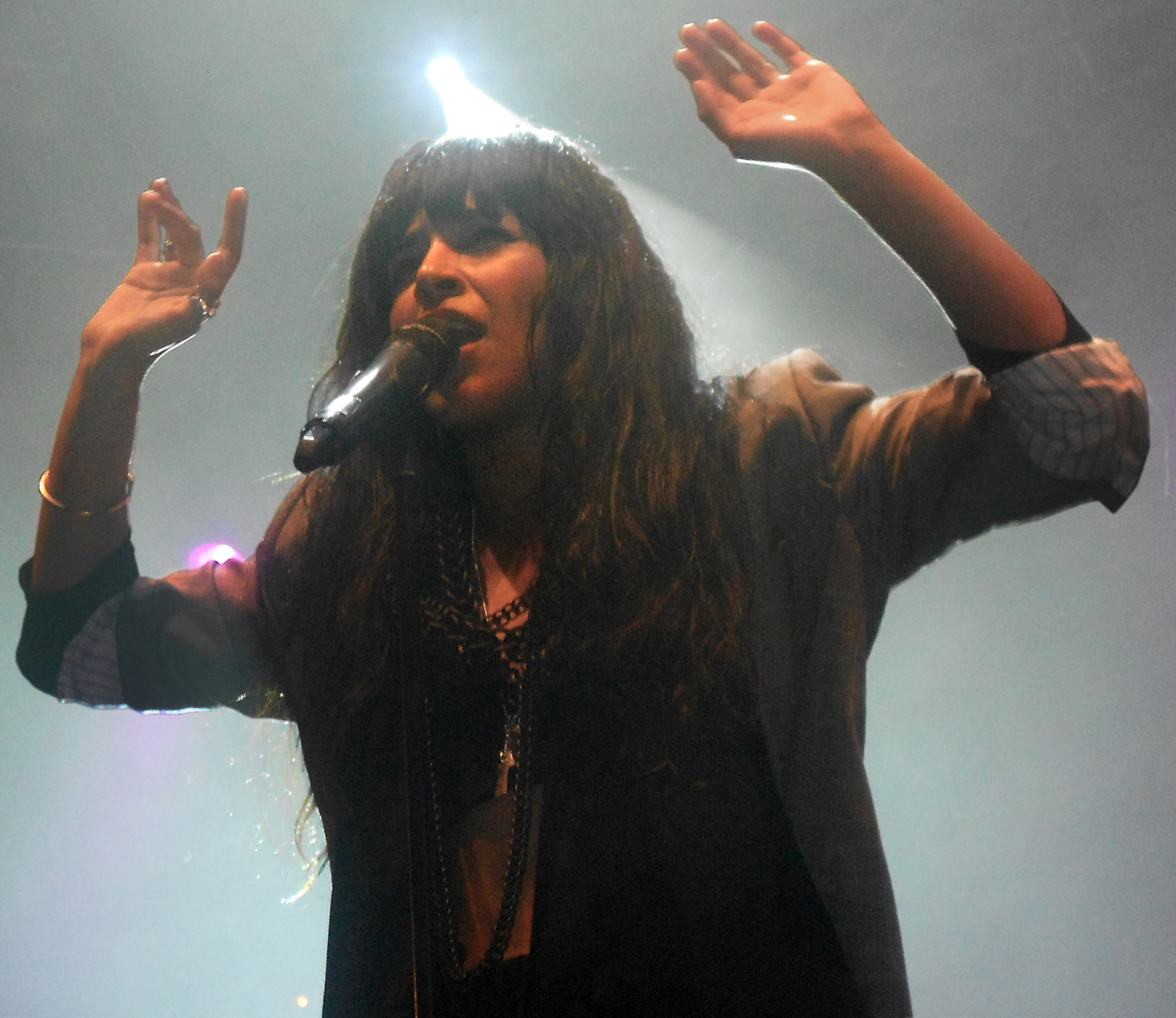
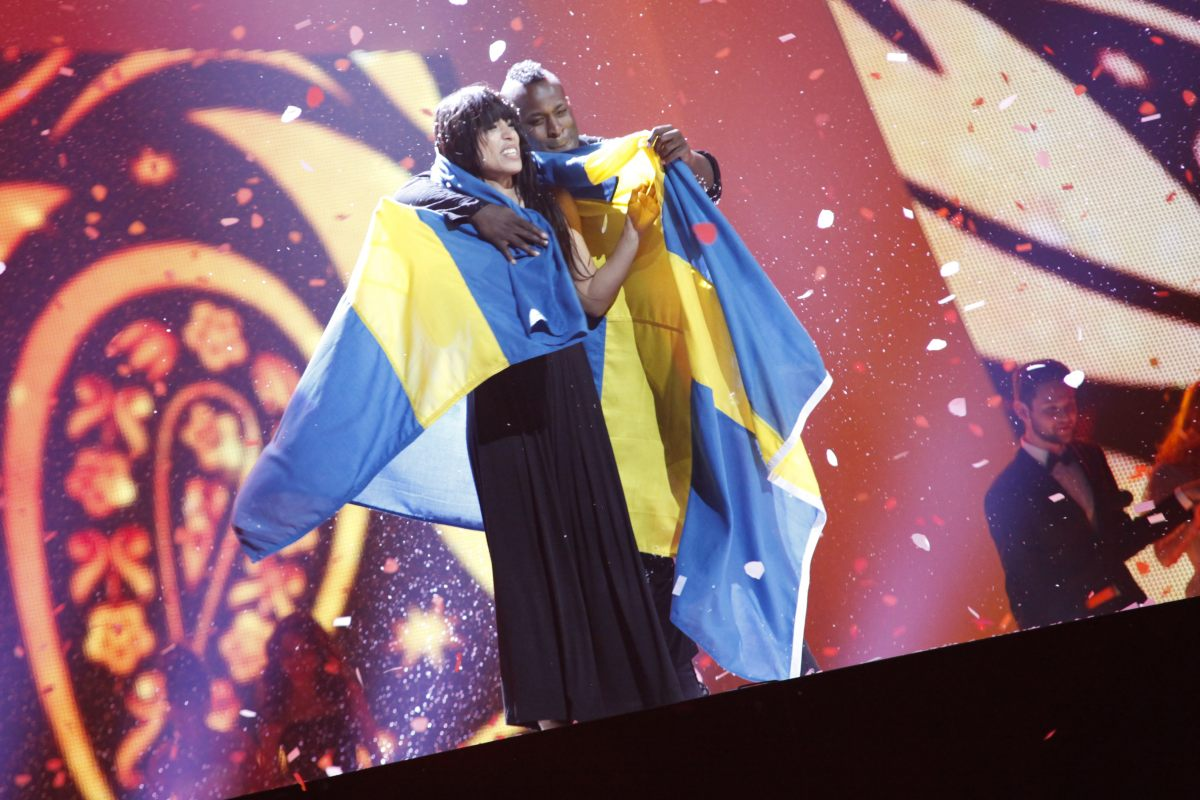
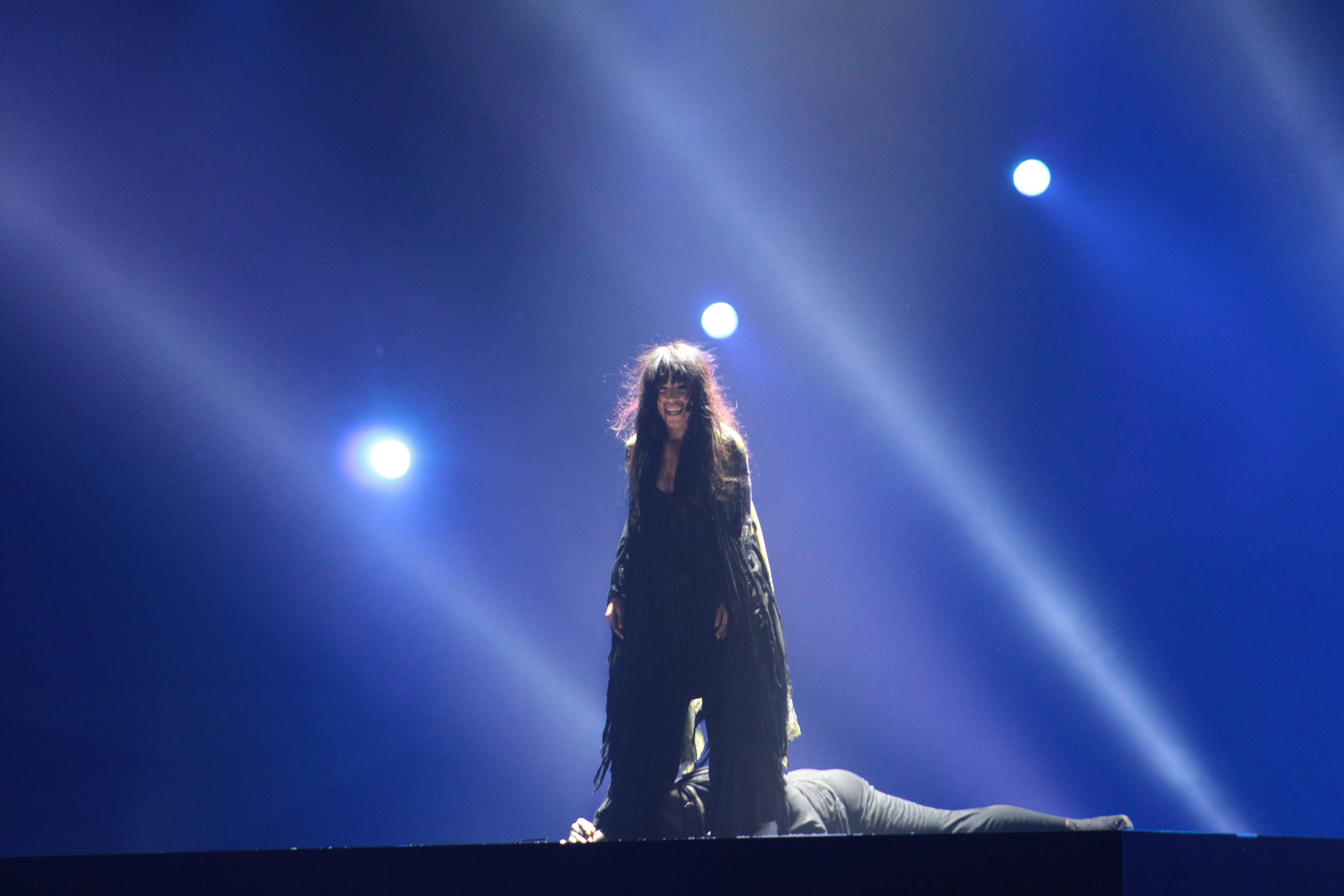
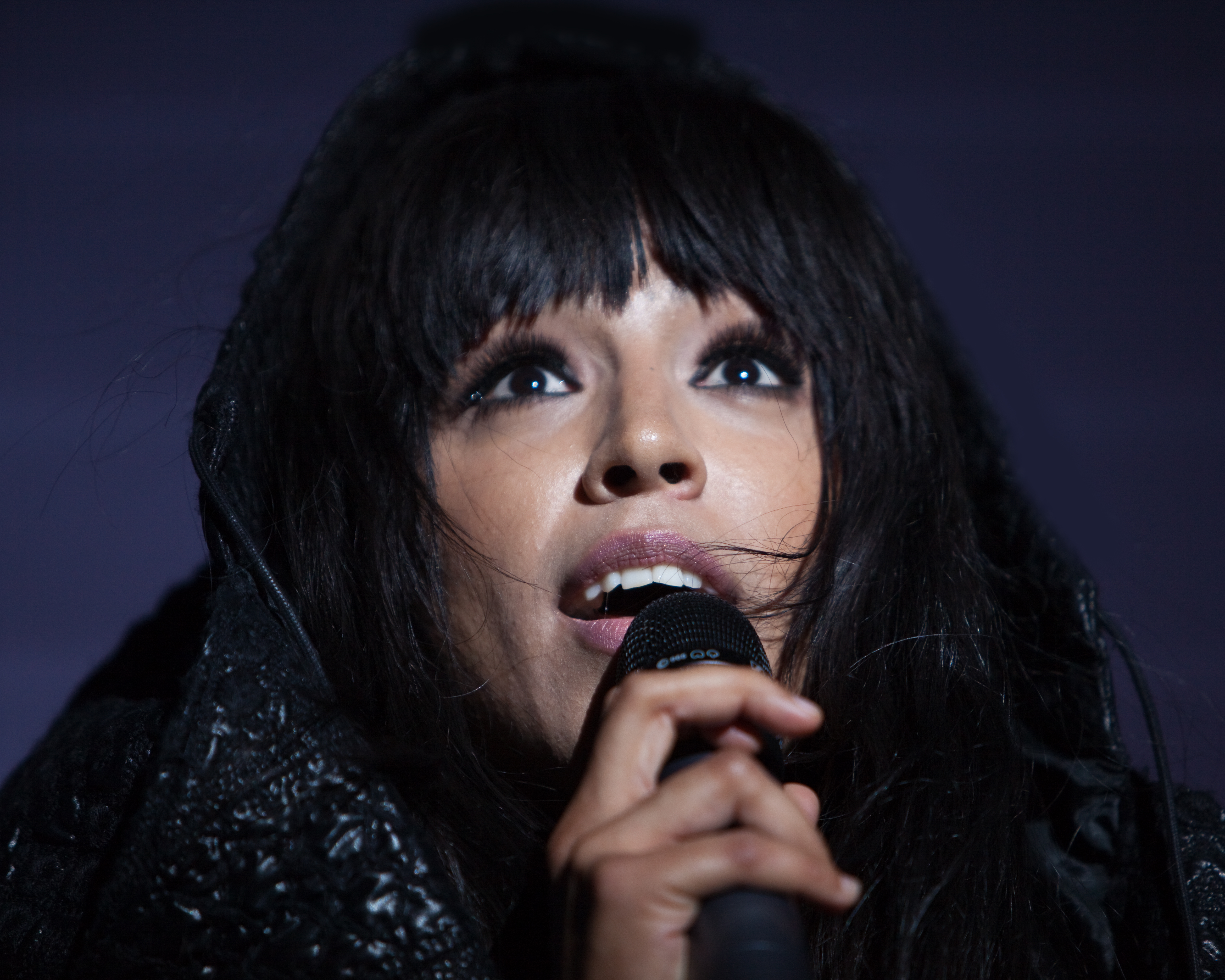
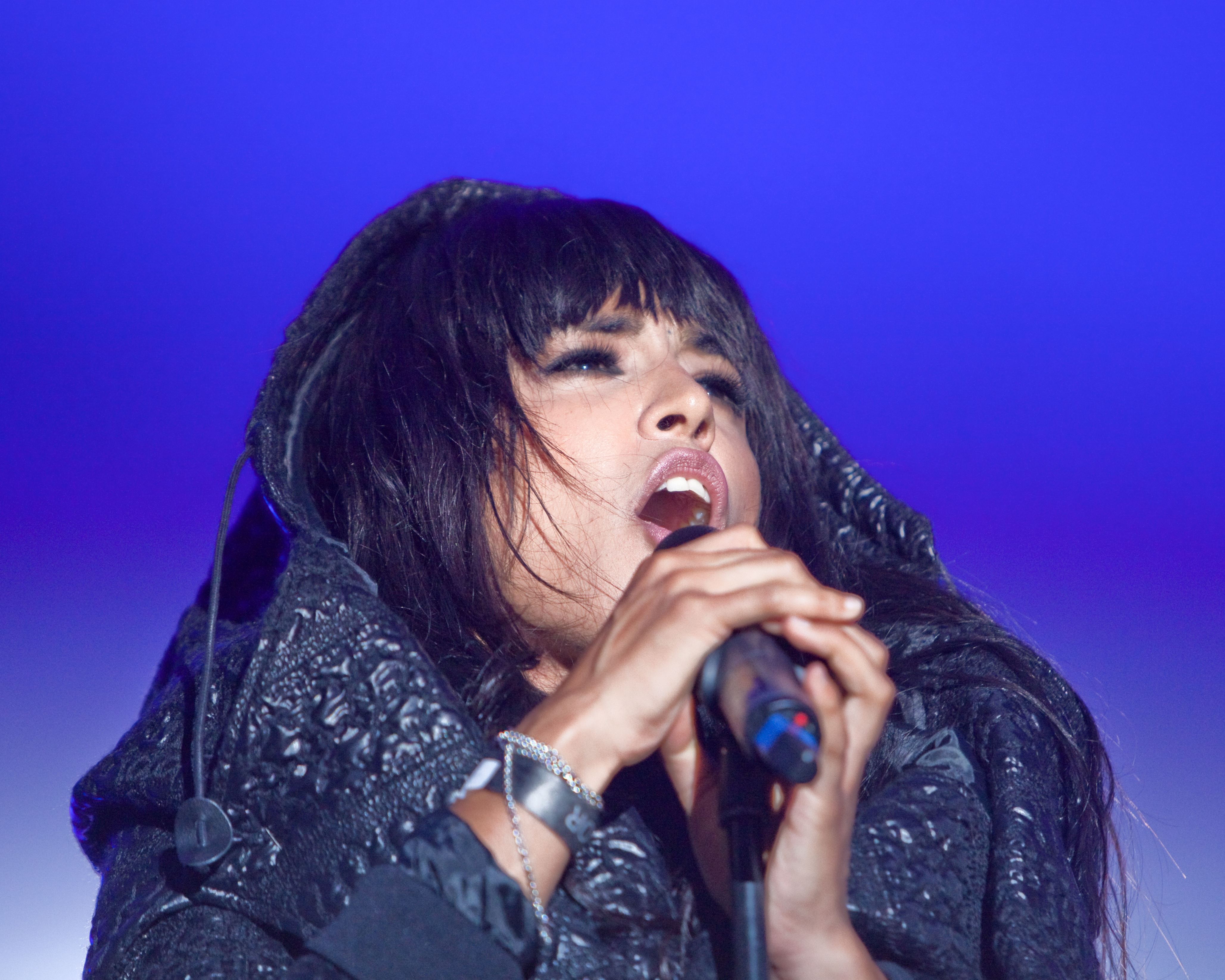
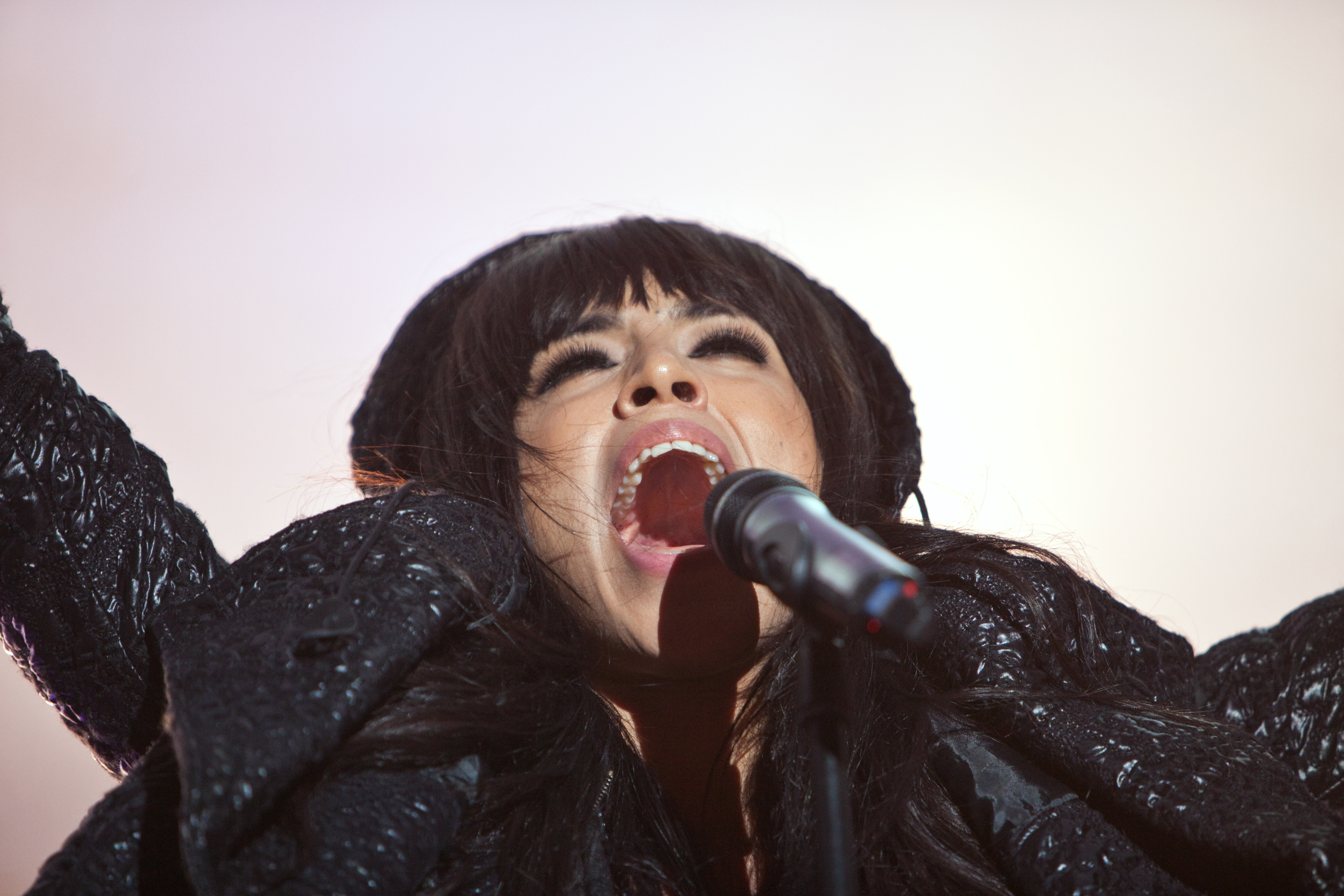
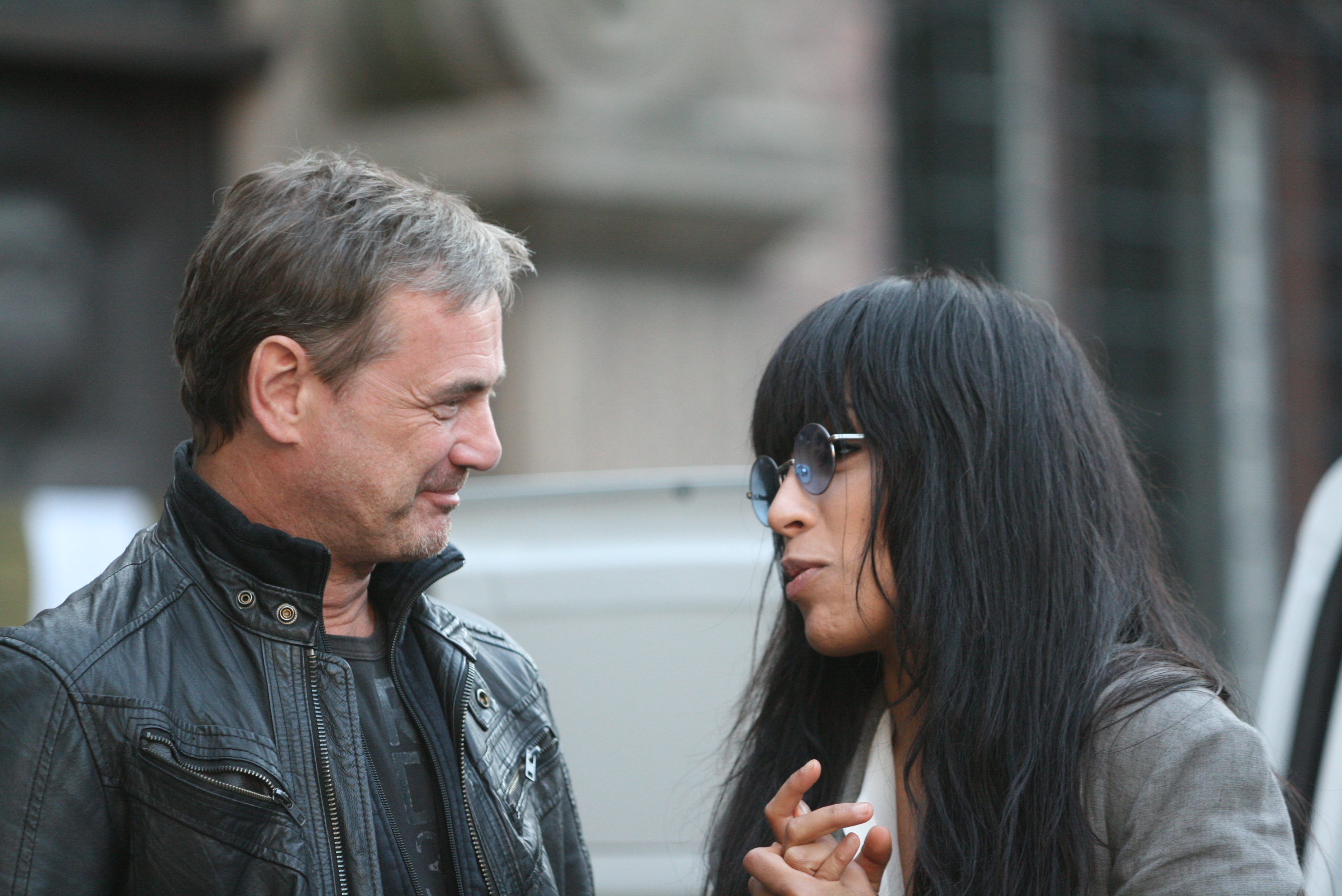
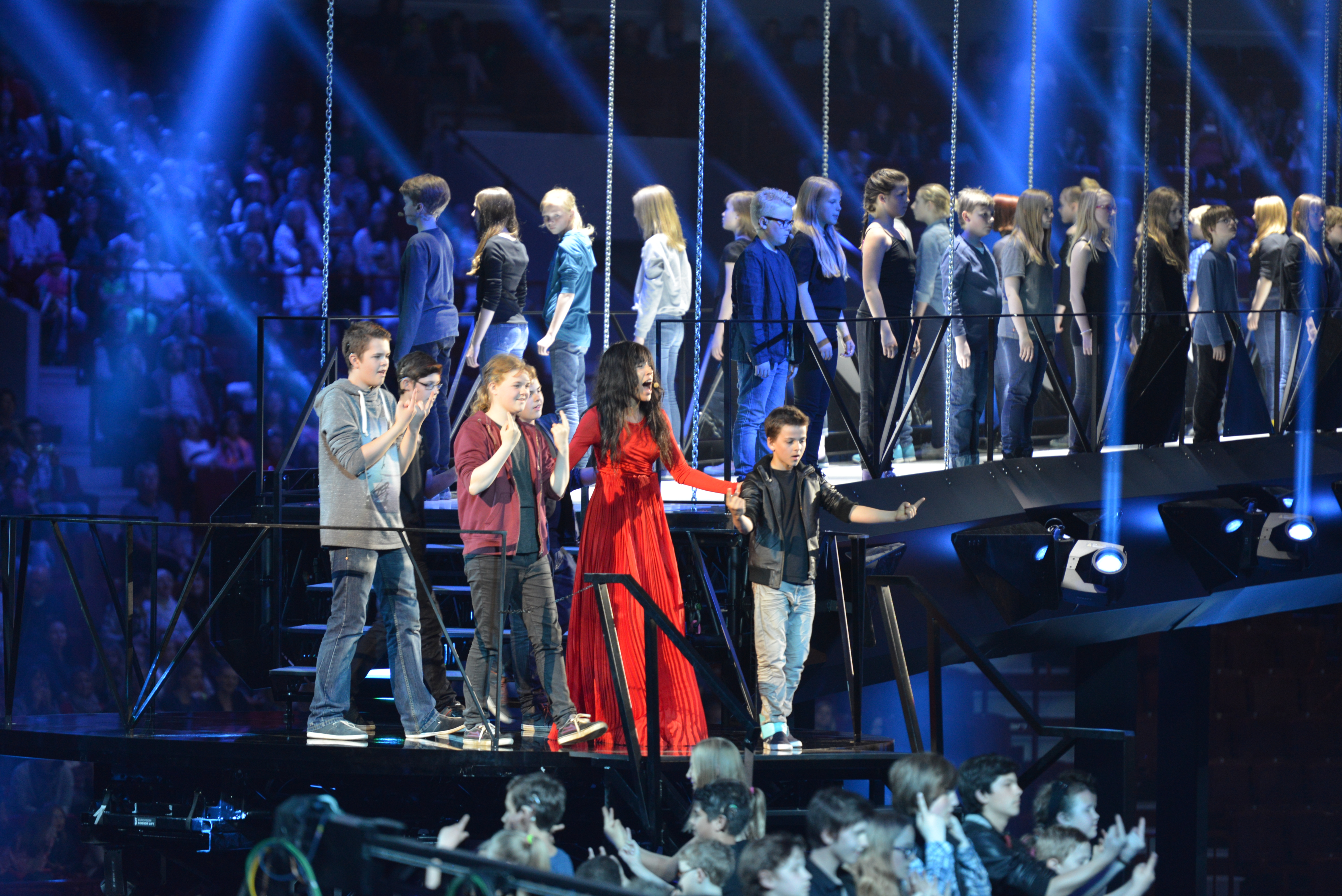
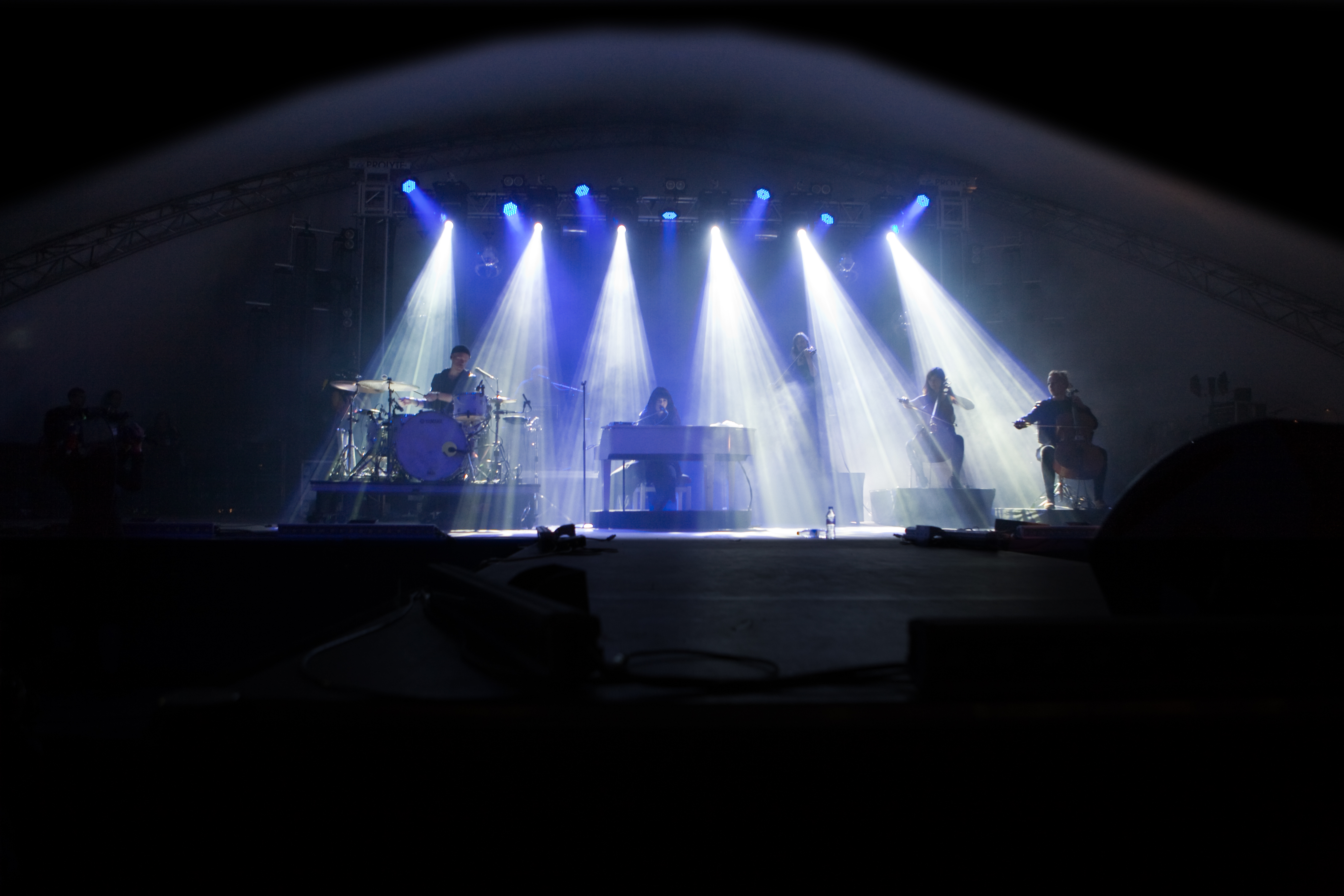
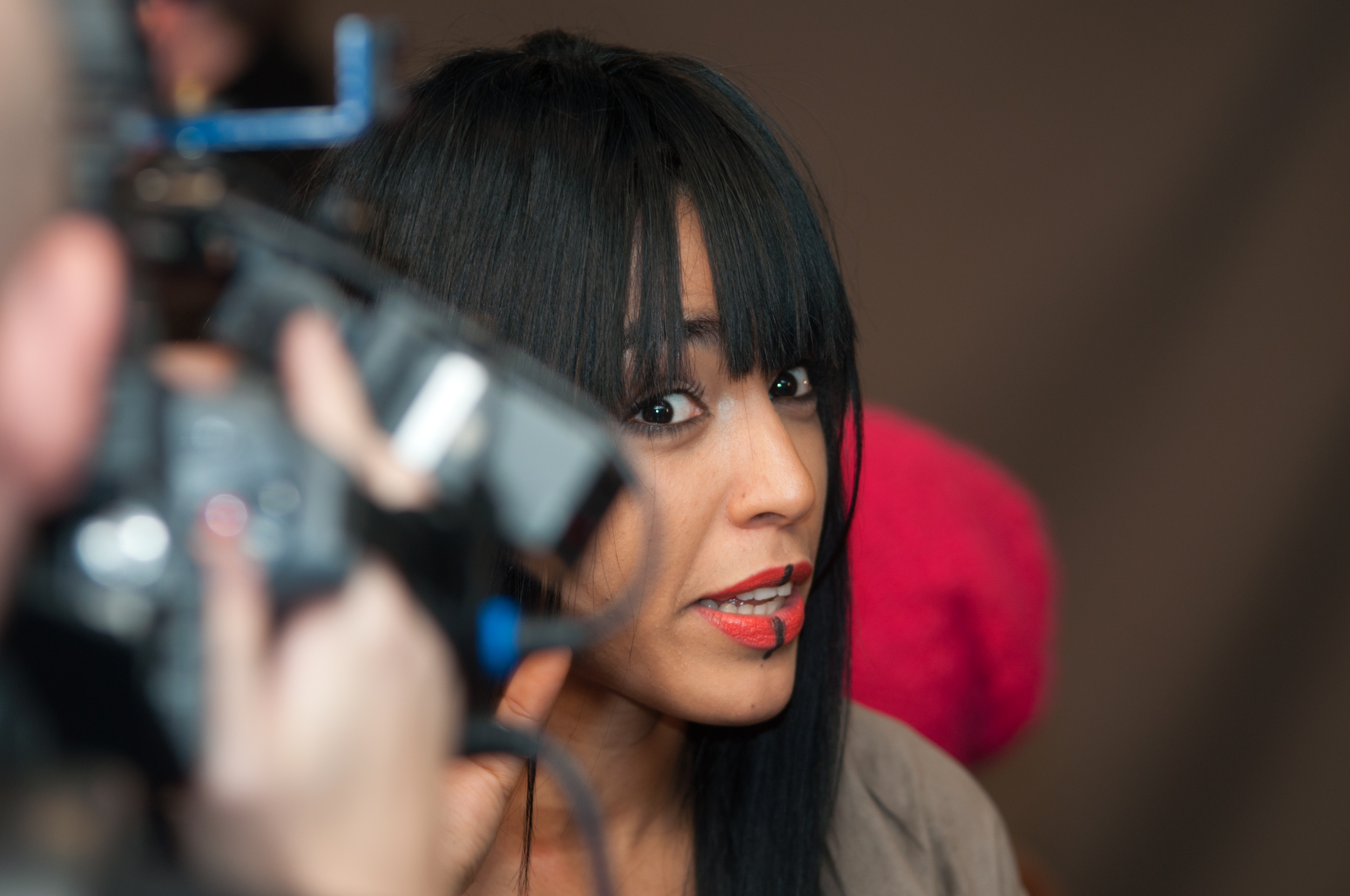
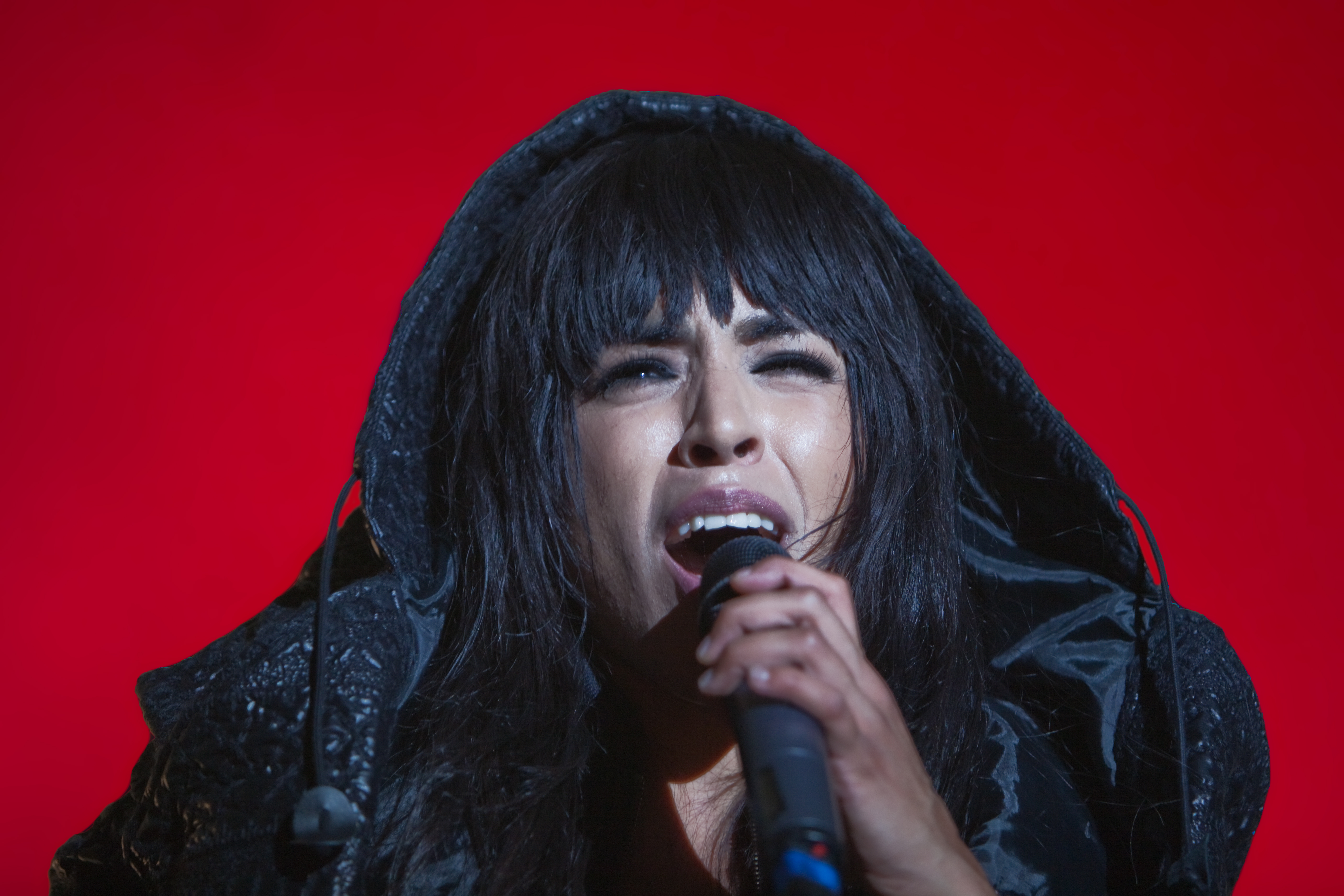
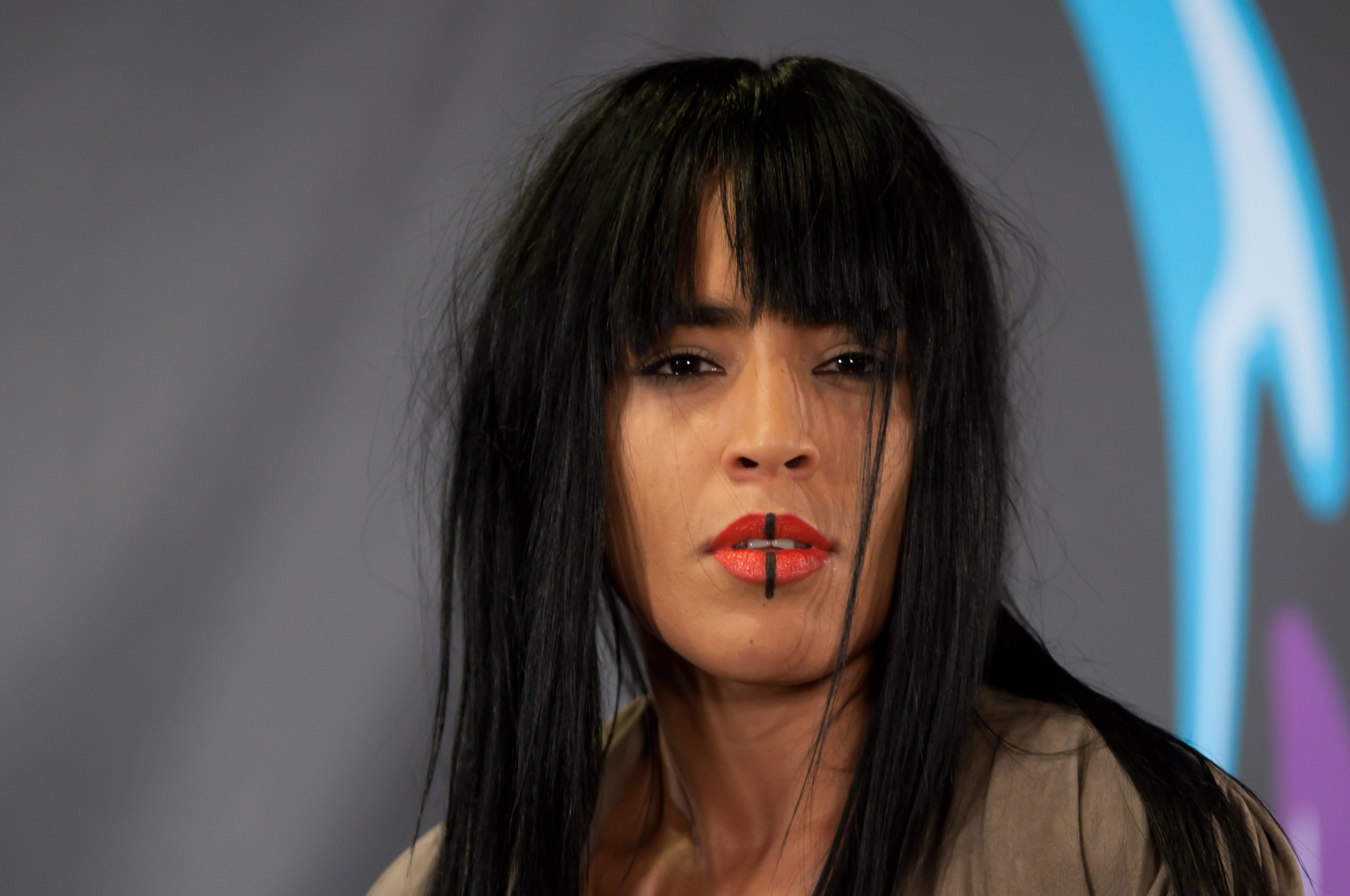
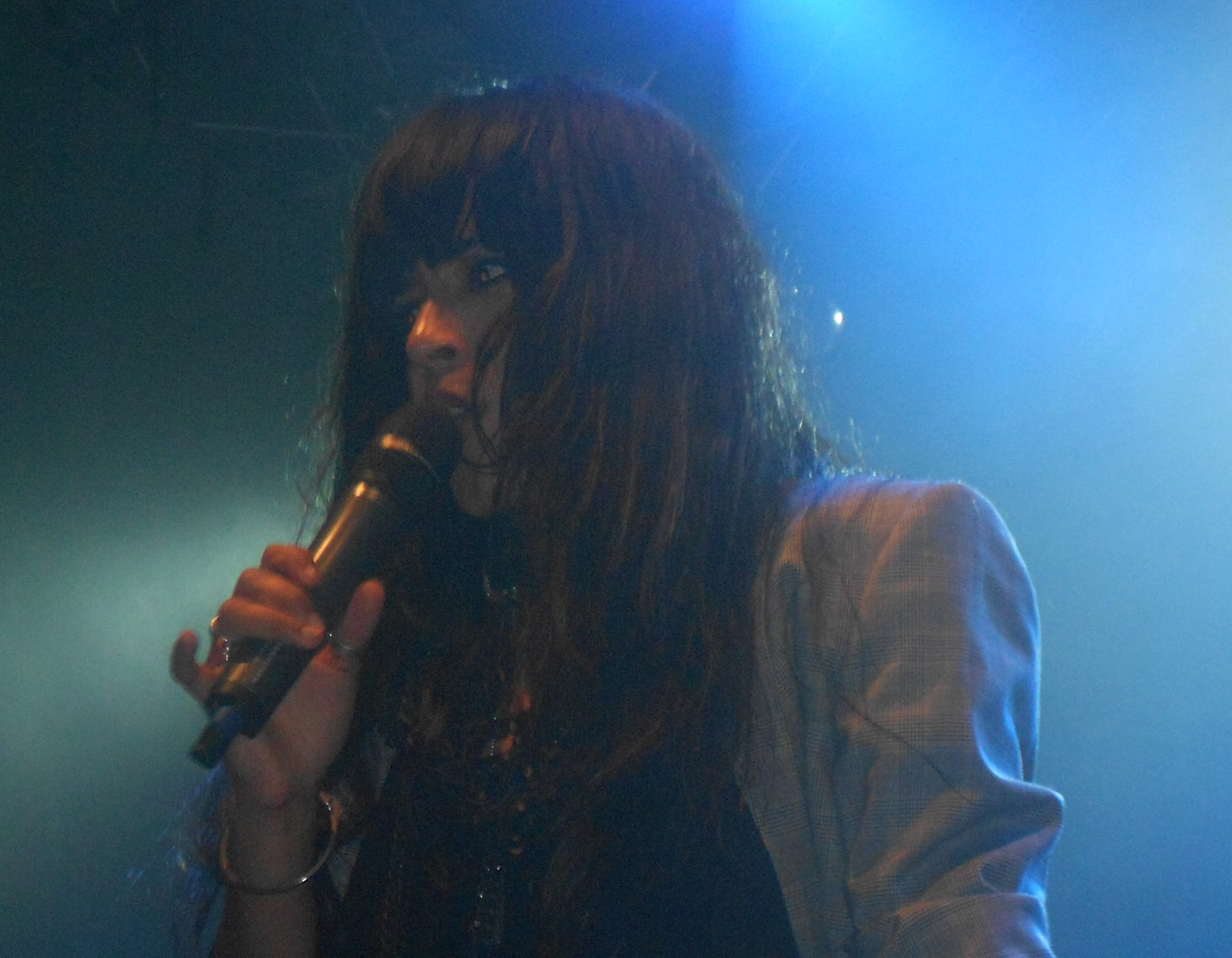
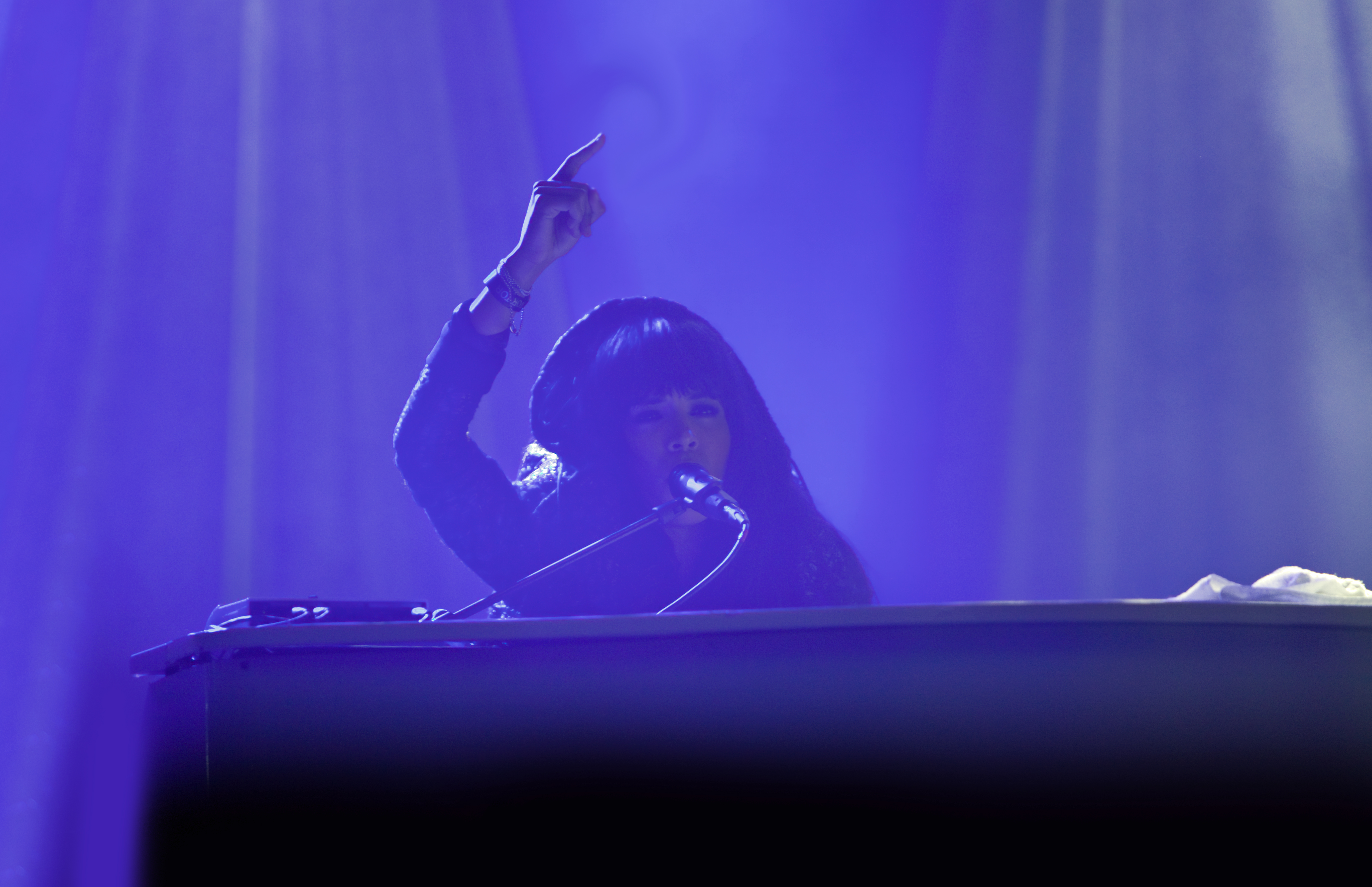

#### Apariția sa la Eurovision 2016 și Eurovision The Party
În 2016, Loreen s-a reîntors pe scena concursului muzical Eurovision, transmis online în toată lumea. Ea a apărut pentru câteva momente alături de prezentatorul concursului de anul acesta și câștigătorul ediției Eurovision 2015, Måns Zelmerlöw, și de câștigătoarea ediției Eurovision 1991, Carola Häggkvist. Loreen a cântat în aceeași seară cu apariția sa în finala Eurovision 2016 la evenimentul intitulat "Eurovision The Party", organizat în Tele2 Arena din Stockholm, revenind în atenția publicului.

#### Melodifestivalen 2017
Pe 30 noiembrie 2016, Loreen a dezvăluit faptul că va participa la Melodifestivalen 2017 cu melodia intitulată "Statements" pentru șansa de a reprezenta Suedia din nou la Eurovision. În semifinala a 4-a disputată pe 25 februarie 2017, Loreen s-a calificat pentru Andra Chansen (A doua șansă), unde a fost învinsă de Anton Hagman și a părăsit competiția.

#### Eurovision 2023
În 2023, Loreen s-a reîntors pe scena concursului muzical Eurovision, transmis online în toată lumea. Aceasta a fost aleasă, să reprezinte Suedia, prin intermediul concursului Melodifestivalen.
Aceasta s-a calificat în Finala Eurovision de pe 13 mai, urmând victoria spectaculoasă, în Finala Eurovision. Aceasta s-a clasat pe locul 1, cu 583 de puncte, devenind astfel, a doua persoană din lume care câștigă Eurovision.

## Activitatea în politică
În timpul Concursului Eurovision 2012 din Baku, Azerbaijan, Loreen a fost singura participantă care s-a întâlnit cu activiștii locali ai drepturilor omului. Mai târziu le-a spus reporterilor că "drepturile omului sunt încălcate în Azerbaijan în fiecare zi. Nimeni nu ar mai trebui să ascundă astfel de lucruri." Un purtător de cuvânt al Guvernului din Azerbaijan a criticat-o dur, spunând că concursul nu ar trebui "politicizat" și a cerut ca EBU să prevină astfel de întâlniri. Diplomații suedezi au replicat cum că EBU, Swedish TV și Loreen nu au încălcat nicio regulă a concursului.
În iulie 2012, Loreen a susținut un concert la Slavianski Bazaar din Belarus, unde a fost prezent și președintele Belarusului, Alexander Lukashenko. În timpul vizitei sale, Loreen s-a întâlnit cu soția deținutului politic Ales Bialiatski, reprezentant Viasna și jurnalist independent, și, într-o întâlnire care a durat două ore, și-a exprimat susținerea față de deținuții politici și a semnat o petiție împotriva pedepsei cu moartea din Belarus. Mai târziu ea și-a dat seama de riscurile o dată cu exprimarea părerii, incluzând posibilitatea de a fi oprită sau arestată la aeroport când ar încerca să se întoarcă acasă.
În august 2013, ea a fost ambasadorul "Comitetului Suedez pentru Afghanistan" și a vizitat orașul Kabul, Afghanistan, și satul Yaskin Bala din Valea Warsaj împreună cu Carl Bildt, Ministrul Afacerilor Externe al Suediei. Anul următor, construirea unei noi școli primare va începe în sat și Loreen se va întoarce pentru a urmări construirea acesteia. "A fost o experiență minunată. Mi-a plăcut să întâlnesc oamenii din acest sat, femei și bărbați. Sper că voi reveni cât mai curând să-mi întâlnesc prietenii din nou", spune Loreen. "Educația este cel mai important lucru, mai ales când vine să reducă sărăcia și să ajute oamenii să preia controlul propriilor vieți", spune Loreen. "Sunt foarte impresionată de efortul depus de către SCA (Swedish Committee for Afghanistan) aici, în Afghanistan. Sunt fericită că am putut lua parte la o asemenea acțiune."
Pentru efortul și munca depusă, Loreen a câștigat "World's Children's Prize" în New York City, SUA, primind de asemenea și Globul de Cristal. Pe 30 octombrie 2014, ea a câștigat pentru a doua oară "World's Children's Prize's Crystal Globe" și s-a întâlnit cu câștigătoarea Premiului Nobel pentru Pace, Malala Yousafzai, și cu Regina Silvia a Suediei la o ceremonie care a avut loc la Castelul Gripsholm din Mariefred, Suedia. Loreen dorește de asemenea să susțină WCP - cel mai mare program educațional al lumii pentru copii.

## Discografie
Lista cântecelor lansate până în prezent:
- "In My Head" (2012)
- "Everytime" (2012)
- "My Heart Is Refusing Me" (2011)
- "Euphoria" (2012)
- "Crying Out Your Name" (2012)
- "Do We Even Matter" (2012)
- "Sidewalk" (2012)
- "Sober" (2012)
- "If She's The One" (2012)
- "Breaking Robot" (2012)
- "See You Again" (2012)
- "Heal" (feat. Blanks) (2012)
- "Requiem Solution" (feat. Kleerup) (2013)
- "We Got The Power" (2013)
- "Paper Light (Higher)" (2015)
- "Paper Light Revisited" (2015)
- "I'm In It With You" (2015)
- "Fire Blue" (feat. Duvchi) (2015)
- "Under Ytan" (2015)
- "Get Into It" (feat. Boston Bun) (2016)
- "Get Into It (1994 Edition)" (feat. Boston Bun) (2016)
- "Statements" (2017)
- "Statements (Acoustic)" (2017)
- "Body" (2017)
- "Jungle" (feat. Elliphant) (2017)

### Discuri single
| An   | Single                          | Poziție-record | Poziție-record | Poziție-record | Poziție-record | Album                                                   |
| An   | Single                          | Suedia         | Finlanda       | Norvegia       | Estonia        | Album                                                   |
| ---- | ------------------------------- | -------------- | -------------- | -------------- | -------------- | ------------------------------------------------------- |
| 2004 | "Vill ha dig" (cu Freestyle)    | —              | —              | —              | —              | Det Bästa Från Idol 2004 (Cei mai buni de la Idol 2004) |
| 2005 | „The Snake” (cu Rob'n'Raz)      | —              | —              | —              | —              | —                                                       |
| 2011 | „My Heart Is Refusing Me”       | 9              | —              | —              | —              | Heal                                                    |
| 2011 | „Sober”                         | 26             | —              | —              | —              | Heal                                                    |
| 2012 | „Euphoria”                      | 1              | 1              | 4              | 3              | Heal                                                    |
| 2012 | „Crying Out Your Name”          | 19             | —              | —              | —              | Heal                                                    |
| 2013 | „Requiem Solution” (cu Kleerup) | —              | —              | —              | —              |                                                         |
| 2013 | „We Got the Power”              | 55             | —              | —              | —              |                                                         |

## Videoclipuri
| Titlu                   | An   | Regizor(i)                     |
| ----------------------- | ---- | ------------------------------ |
| Euphoria                | 2012 | Marcus Söderlund               |
| Heal (featuring Blanks) | 2013 | Robin Kempe-Bergman            |
| We Got the Power        | 2013 | Loreen                         |
| My Heart Is Refusing Me | 2013 | Liza Minou Morberg             |
| Paper Light Revisited   | 2015 | Charli Ljung, Therese Elfström |

## Premii și nominalizări
| An   | Ceremonia                | Categoria                                                  | Lucrare                             | Rezultat     |
| ---- | ------------------------ | ---------------------------------------------------------- | ----------------------------------- | ------------ |
| 2012 | Gaygalan                 | The best Swedish song of the year                          | "My Heart Is Refusing Me"           | Câștigat     |
| 2012 | MTV Europe Music Awards  | Best Swedish Act                                           | Herself                             | Câștigat     |
| 2012 | MTV Europe Music Awards  | Best European Act                                          | Herself                             | Nominalizare |
| 2012 | World Music Awards       | Best Female Artist                                         | Herself                             | Nominalizare |
| 2012 | World Music Awards       | Best Entertainer of the Year                               | Herself                             | Nominalizare |
| 2012 | World Music Awards       | Best Song                                                  | "Euphoria"                          | Nominalizare |
| 2012 | Premios 40 Principales   | Mejor Canción Internacional en Lengua No Española          | "Euphoria"                          | Nominalizare |
| 2013 | Grammis                  | Song of the Year                                           | "Euphoria"                          | Nominalizare |
| 2013 | Grammis                  | Artist of the Year                                         | Herself                             | Nominalizare |
| 2013 | Grammis                  | Internationally Most Successful Swedish Artist of the Year | Herself                             | Nominalizare |
| 2013 | Gaygalan                 | The best Swedish song of the year                          | "Euphoria"                          | Câștigat     |
| 2013 | Gaygalan                 | Artist of the Year                                         | Herself                             | Nominalizare |
| 2013 | Radio Regenbogen Award   | Listeners Award                                            | "Euphoria"                          | Câștigat     |
| 2014 | Gaygalan                 | The best Swedish song of the year                          | "We Got The Power"                  | Nominalizare |
| 2014 | Spirit Music Awards 2014 | Best Album Dance/Electronic                                | Heal (2013 Edition)                 | Nominalizare |
| 2014 | Rockbjörnen              | Best Song                                                  | "Son" (feat. Ingá-Máret Gaup-Juuso) | Nominalizare |
| 2014 | Rockbjörnen              | Best Live Act                                              | 12 septembrie 2013, Gröna Lund      | Nominalizare |
| 2014 | Rockbjörnen              | Best Fans                                                  | Warriors                            | Nominalizare |